# Enamma
Enamma là một chi bọ cánh cứng trong họ 
Elateridae.
Chi này được miêu tả khoa học năm 1906 bởi Handlirsch.

## Các loài
Chi này có các loài:
- Enamma striatum Handlirsch, 1906